# Quercus kabylica
Quercus kabylica là một loài thực vật có hoa trong họ Cử. Loài này được Trab. miêu tả khoa học đầu tiên năm 1888.